# Acetiluro de plata

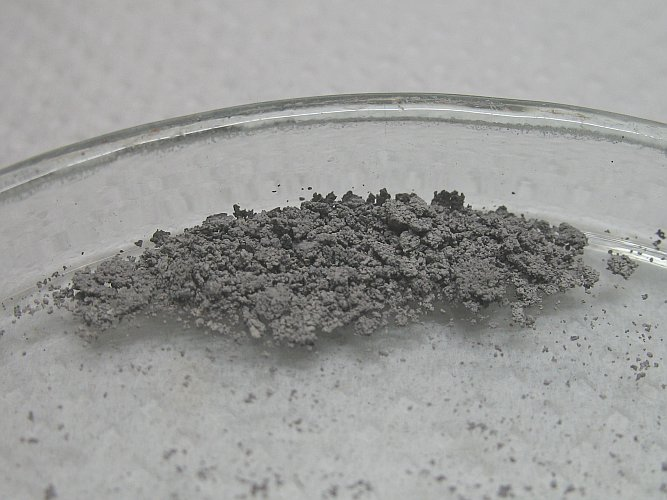

El acetiluro de plata o etinuro de plata es un compuesto inorgánico de fórmula Ag2C2, un alquinuro metálico. El acetiluro de plata es un explosivo sensible al golpe y al calor con la inusual propiedad de que al explotar no libera ningún gas:
Ag2C2 (s) → 2 Ag (s) + 2 C (s)
La velocidad de detonación es de 4000 m/s.

## Síntesis
Se obtiene por reacción del acetileno con una solución acuosa de nitrato de plata: Esta es la misma síntesis de Berthelot con la cual obtuvo acetiluro de plata por primera vez en 1866.
2 AgNO3 + C2H2 (g) → Ag2C2 (s) + 2 HNO3 (aq)
El acetiluro de plata es un sólido de color blanco que, como es característico de las sales de plata, se oxida por acción de la luz. 
Se puede formar en superficies de plata expuestas a acetileno.

## Solubilidad
No es soluble en agua y tiende a descomponerse en solución